# Escairón

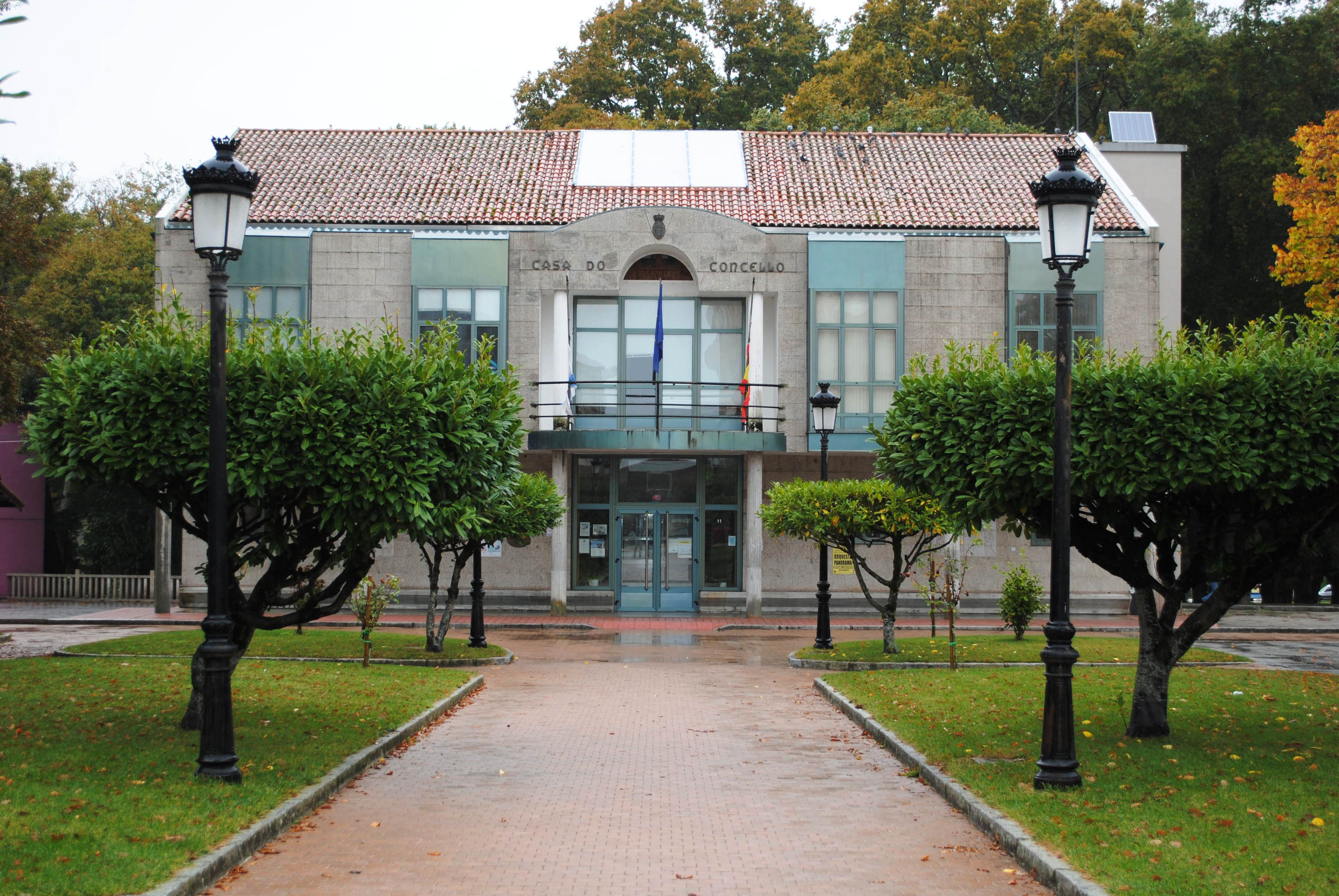
Casa de la Vila

Escairón és una localitat gallega, capital del municipi d'O Saviñao, a la província de Lugo. Forma part de la parròquia de Vilasante. El 2011 tenia una població de 906 habitants segons l'IGE.
Les festes majors se celebren durant la primera setmana d'agost, en honor de la Verge dels Dolors. L'atractiu principal del programa és la "carrera de burros", que se celebra l'últim dia de festa i va seguida d'una competició de tir de corda per parròquies.